# Ростовская, Мария Фёдоровна
Мария Фёдоровна Ростовская (урожденная Львова; (28 марта (9 апреля) 1814 — 10 (22) июня 1872) — фрейлина двора (1843); русская писательница, издатель. Соратница и ученица А. О. Ишимовой.

## Биография
Родилась в Санкт-Петербурге в многодетной семье известного русского музыкального деятеля Фёдора Петровича Львова и его второй жены Елизаветы Николаевны Львовой. Сестра А. Ф. Львова — скрипача-виртуоза, композитора, дирижёра и Ф. Ф. Львова — директора Строгановского училища. Внучатая племянница Д. А. Державиной, второй жены Г. Р. Державина.
Крещена 2 апреля 1814 года в Морском Богоявленском соборе при восприемстве Г. Р. Державина и тетки П. Н. Львовой. Получила домашнее воспитание. С января 1843 года фрейлина императрицы Александры Федоровны. Когда ей уже минуло тридцать лет, вышла замуж за штабс-капитана в отставке Андрея Александровича Ростовского. Венчание было 2 ноября 1845 года в придворной церкви Воскресения Христова в Царском Селе, и посаженным отцом был сам император Николай I. Проживала с мужем в его имении Лебяжье.
С 1860 года была основным сотрудником ежемесячного детского журнала «Подснежник», издававшегося Вл. Н. Майковым в Санкт-Петербурге в 1858—1862 годах.
В 1864 году вместе с В. Н. Майковым создала и приступила к изданию журнала «Семейные вечера», который редактировала с 1865 по 1870 год когда передала редактуру С. С. Кашперевой; всего журнал просуществовал 24 года. Иллюстрированный детский журнал «Семейные вечера», находился под покровительством императрицы Марии Александровны. Журнал печатал преимущественно переводную сентиментально-нравоучительную и приключенческую беллетристику. Оригинальная беллетристика представлена была, в основном, произведениями издательницы журнала М. Ростовской. Журнал «Семейные вечера», выходил в 2 выпусках для младшего и старшего возраста, а с 1870 года — для детей и юношества, помогал духовному и интеллектуальному общению в семье и расходился очень быстро. С журналом сотрудничали В. Даль и Ф. Толль.
Умерла в Петербурге от водянки, похоронена на Смоленском православном кладбище в Санкт-Петербурге. Памятник находится недалеко от Часовни Ксении Блаженной.

## Творчество
Автор ряда нравоучительных рассказов для маленьких детей — «Приключения Пони, эмского осла», «Жучка», «Четыре времени года», «Дети», «Сельцо Лебяжье» (1856) и др., нескольких повестей: «Первое впечатление», «Больница», «Солдатка» и др. (изд. отдельно в 1863 и 1876 гг.), нескольких биографий — Б. Франклина (1862), К. Брюллова («Москвитянин», 1852, ч. V), Гавриила Романовича и Дарьи Алеексевны Державиных («Семейные Вечера», 1864 г., № 3), И. Хемницера (ib., 1866, № 4), сентиментальных романов.
Кроме того, М. Ростовская опубликовала: «Юношеские воспоминания» («Семейные Вечера», 1869, № 5), «Поездка на Сергиевские минеральные воды» (1863), «Крестьянская школа» (1866; это сочинение особенно обратило на себя внимание), «Аренсбургские грязи и морские купанья» (1868) и «Рассказы из путешествий» (1882).